# Salvador del Solar
Salvador Jorge Alejandro del Solar Labarthe (n. 1 mai 1970, Lima, Peru) este un avocat, actor de televiziune, teatru și film, precum și regizor de film peruan. A îndeplinit funcția de ministru al culturii din Peru între 2016 și 2017.

## Biografie
Salvador del Solar s-a născut pe 1 mai 1970 în Lima, fiind fiul lui Salvador del Solar Figuerola și al Elvirei Labarthe Flores.
A studiat la Colegio Santa Maria Marianistas din Lima, apoi a urmat studii la facultățile de litere și drept din cadrul Universității Pontificale Catolice din Peru, obținând calificarea de avocat (1994). În timpul studiilor la Facultatea de Drept, a fost fondator și director al revistei Ius et Veritas și responsabil cu practica pentru mai multe secții. Ulterior, a finalizat un masterat în relații internaționale la Maxwell School din cadrul Universității Syracuse, cu o specializare în comunicare și negociere interculturală (2002).
El a fost selectat în echipa națională de polo pe apă. A studiat actoria la școala lui Alberto Ísola, urmând mai târziu o carieră în teatru, care a inclus producții precum Presas de Salón, Ojos Bonitos, Cuadros Feos, Hamlet, El Gran Teatro del Mundo și Regele Lear, după care a plecat în Columbia pentru a-și continua cariera.
În 1999 a jucat, alături de Angie Cepeda, în filmul Pantaleón y las visitadoras regizat de Francisco Lombardi, inspirat din romanul omonim al lui Mario Vargas Llosa; filmul a avut parte de succes comercial și de critică. În același an a jucat în telenovela Pobre diabla, din nou împreună cu Angie Cepeda. Telenovela a fost un mare succes al studiourilor de film peruane, care au distribuit-o în Statele Unite ale Americii și în mai multe țări europene.
În 2009 s-a întors în Peru pentru a participa la fimările serialului El enano.
Salvador a revenit în Peru în 2012 ca membru în juriul celui de-al 16-lea Festival de Film de la Lima. De asemenea, a apărut în serialul El Capo 2 în rolul avocatului Rubén Castro.
În 2013 Solar a jucat în filmul El elefante desaparecido regizat de Javier Fuentes León, alături de actorii columbieni Angie Cepeda și Andrés Parra. Filmul a avut premiera în anul următor.
În 2014 Solar și-a făcut debutul ca regizor cu filmul Magallanes.

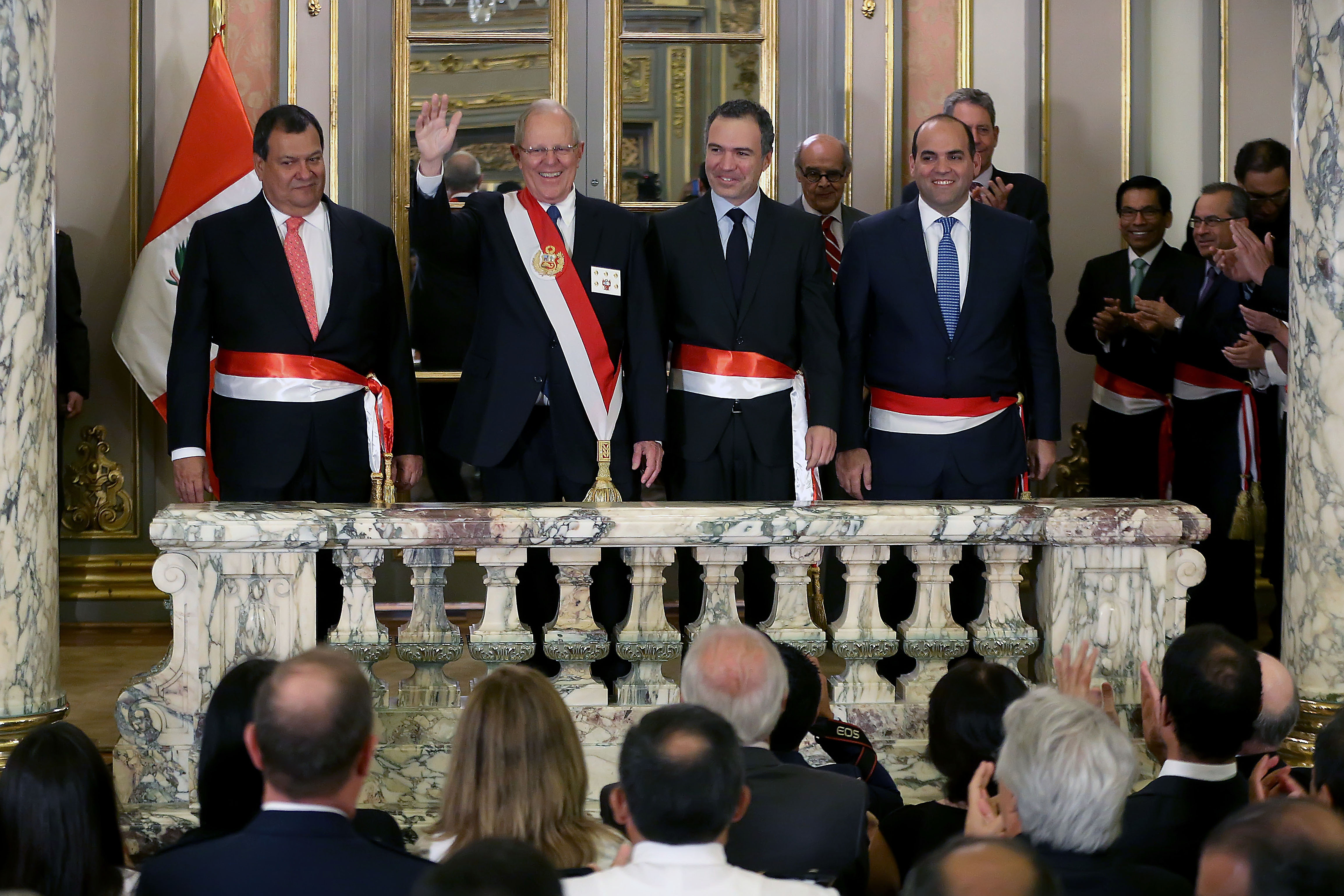
Salvador del Solar, alături de președintele Pedro Pablo Kuczynski și de alți miniștri, după ceremonia de învestire în funcția de ministru al culturii.

La 5 decembrie 2016 a fost numit ministru al culturii de către președintele Pedro Pablo Kuczynski. El a demisionat din funcție pe 27 decembrie 2017, după grațierea fostului președinte Alberto Fujimori.

## Filmografie

### Regizor
- Magallanes (2015)

### Actor

#### Filme
- Coraje (1998)
- Pantaleón y las visitadoras (1999) — Pantaleón Pantoja
- A la medianoche y media (1999)
- Bala perdida (2001)
- El bien esquivo (2001) — Carbajal
- Muero por Muriel (2004)
- El atraco (2004)
- Piratas en el Callao (2005)
- El acuarelista (2008) — Ernesto
- Postales a Copacabana (2009) — Felipe
- Saluda al diablo de mi parte (2012) — Moris
- El elefante desaparecido (2014) —  Edo Celeste
- Doble (2017) — Federico

#### Seriale TV
- El enano (2009) — Vinnie Santamaría
- Socias (2010)
- Narcos (2015) — Padre Sobrino
- Cumbia Ninja (2015) — Fiscal Diego Bravo
- El Regreso de Lucas (2016) — Reynaldo Díaz
- 2091 (2016) — Gorlero

#### Segmente de film
- Decisiones (2007)
- Sin retorno (2008)
- Tiempo final (2008) — Benítez

#### Telenovele
- Los Unos y los Otros (1995)
- Lluvia de arena (1996)
- Malicia (1996) — Antonio
- Apocalipsis (1997) — Esteban Quiroga/Talí
- Escándalo (1997) — Eduardo „Lalo” Dupont
- Cosas del amor (1998) — Luis Salinas
- Pobre diabla  (2000) — Andrés Mejía-Guzmán
- Amores de mercado (2006) — Eulalio Ocando
- Sin Vergüenza (2007) — Julián
- La traición (2008) — Arturo de Linares
- Correo de inocentes (2011) — Sergio Gaviria
- Amar y temer (2011) —  Simón „El destructor” Oviedo
- El Capo 2 (2012) — Rubén Castro
- Comando Elite (2013) — colonelul Ignacio Saravia (general de brigadă la finalul telenovelei)
- Amor de madre (2015) — Esteban Bermúdez (invitat special)
- La ley del corazón (2016)

## Premii și recunoașteri
- Cel mai bun actor de televiziune al anului, pentru rolul „Lalo” Dupont din telenovela Escándalo / Revista TV+, acordat de cotidianul El Comercio / Perú / 1997.
- Cel mai bun actor de telenovele pentru rolul din telenovela Pobre Diabla / América Televisión / Perú / 2001.
- Premiul pentru cel mai bun actor pentru rolul din filmul Pantaleón y las Visitadoras la festivalurile internaționale de film de la Cartagena de Indias, Columbia / 2000; Troia, Portugalia / 2000; Gramado, Brazilia / 2000; și Santo Domingo, Republica Dominicană / 2001.
- Premiul revistei TeleNovelas din Bulgaria pentru cel mai bun actor antagonist din telenovela Amores de Mercado / Bulgaria, 2007.